# North Kingsville, Ohio
North Kingsville là một làng thuộc quận Ashtabula, tiểu bang Ohio, Hoa Kỳ. Năm 2010, dân số của làng này là 2923 người.

## Dân số
- Dân số năm 2000: 2658 người.
- Dân số năm 2010: 2923 người.